# س. برنارد جاكسون
س. برنارد جاكسون (بالإنجليزية: C. Bernard Jackson)‏ هو ملحن وكاتب أغاني وشاعر أمريكي، ولد في 4 نوفمبر 1927 في نيويورك في الولايات المتحدة، وتوفي في 16 يوليو 1996 في لوس أنجلوس في الولايات المتحدة.